# Fazekas József Tamás
Fazekas József Tamás (Szatmárnémeti, 1974. szeptember 8. –) fotográfus, fotóművész.

## Élete
Szatmárnémetiben (Partium, Románia) született. Fotográfiai és teológiai tanulmányokat végzett, Gyulafehérvári Római Katolikus Teológia Hittanárképző Szak 1993–1998, Szatmári Népművészeti Iskola Fotográfusképző Tagozat 1994–1995. Fotográfusként tevékenykedik napjainkban. Szabad, független művész, jelenleg nem tagja semmiféle szervezetnek és szövetségnek.

## Fontosabb kiállítások, munkái
- 1997 – Egyéni kiállítás „Szilánkok” címmel a Szatmárnémeti Északi Színház-ban.
- 1998 – A Királyhágómelléki református egyházkerület „Műemléktemplomok a Kárpát Medencében” elnevezésű fotópályázatán III. helyezés, ugyanitt közös kiállítás a díjazott és elfogadott művekből Nagyváradon 1998-ban.
- 2004 – „A Szatmári Római Katolikus Egyházmegye Értékei” című kiállítás teljes fotóanyaga, a Szatmárnémeti Művészeti Múzeumban.
- 2004 – A Szatmári Római Katolikus Püspökség felkérésére egy egyéves időtartamú munkát kapott, mely során az egyházmegye 105 templomát és kápolnáját és művészeti értékeit örökítette meg, művészi és dokumentarista céllal. A képanyaggal számos kiadványt illusztráltak azóta.
- 2006 – A Szatmári Caritas Szervezet felkérésére arculati fotóanyagot készített, amellyel a szervezet új arculatát (imázsát) teremtették meg. Kiadványokban és a médiában kerültek felhasználásra a képei.
- 2006 – Egyéni fotókiállítás “Caritas Feelings” címmel Passau-ban (Németország)
- 2006 – Egyéni fotókiállítás “Víziók” címmel a Szatmárnémeti Történelmi Múzeumban
- 2008-2009 – Arculati fotósorozat készített a Szatmárnémeti Hám János Római Katolikus Iskolaközpont felkérésére.

## Róla megjelent írások
- Dr. Bura László írása Fazekas József Tamásról a Szatmári Magyar Hírlap-ban

## Hivatalos honlapja
Hivatalos honlapja és virtuális internetes galériája:
- www.fazekas.info

## Fotóblog
Aktualitások, írások, cikkek és gondolatok:
- www.blog.fazekas.info

## Írói munkássága
Metafizikai és spirituális művei, publikációi:
- AZ ELMén TÚL
- Egy bolond bölcselete e-könyv
- Végtelen EGY (trilógia I.) e-könyv
- EGY és EGYetlen (trilógia II.) e-könyv
- Az ébredés metafizikája (trilógia III.) e-könyv
- Reductio ad Absolutum e-könyv
- A Sötétség tündöklése
- Tudathatár
- A LÉT örök koronája
- Krisztus fénye I – II.
- AZ ÖNVALÓ kEGYelme
- AZ EGY SZERe

transzmEnta kiadó